# Fako Division
Fako Division är ett departement i Kamerun.   Det ligger i regionen Sydvästra regionen, i den sydvästra delen av landet, 260 km väster om huvudstaden Yaoundé.